# チンボー

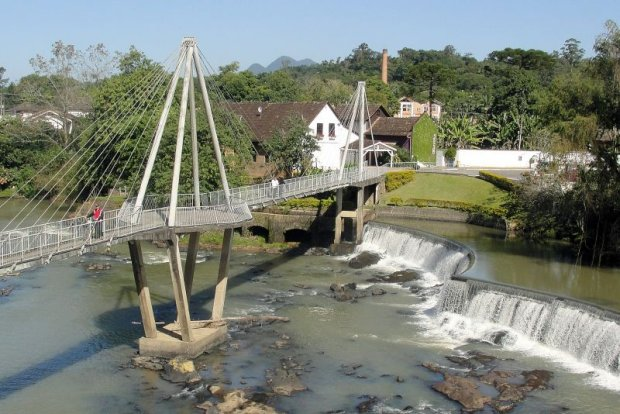
チンボーの風景

チンボー (Timbó) はブラジル南部地域サンタカタリーナ州の都市である。人口は4万4977人（2020年）。 
ドイツ系移民によって作られた町であり、後に定住したイタリア系移民と合わせて町の文化に色濃い影響を与えている。経済水準が高く豊かな自然環境を持つことから、チンボーはブラジル国内でも上位の住みよい町と認識されている。
町の東西を走る通りにはドイツ通り、イタリア通りなど各国の様々な地名が付けられており、中でも日本通りは多くの交通量がある。